# Сирет (город)
Сирет (рум. Siret), ранее Серет — город в южной Буковине (Румыния), на правом берегу реки Сирет (Серет) в жудеце Сучава, расположенный в непосредственной близи от пограничного перехода на украинско-румынской границе. 
Население — 7 721 жителей (2011 год). Первая столица Молдавского княжества.

## История
В Сирете до сих пор сохранилось одно из старейших зданий Буковины со следами заселения с неолита и трипольских времен. Как город Сирет впервые упоминается в 1334 году. В 1365—1388 годах был столицей Молдавского княжества.
На начало XX столетия жителей города Серет около 1 800 человек, преимущественно немцы и евреи. В городе была православная церковь XV столетия, и проводились значительные конные ярмарки.
Согласно переписи 1910 года в Сиретском повете проживало 26 800 румын (41,8 %) и 19 200 русин (29,4 %).
Город был освобождён советскими войсками в конце Второй мировой войны 3 апреля 1944 года силами Первого Украинского фронта во время Проскуровско-Черновицкой операции.